# Польское пространство
Польское пространство — пространство, гомеоморфное полному метрическому пространству со счётным плотным подмножеством.
Примеры польских пространств: вещественная прямая и любое открытое или замкнутое подмножество вещественной прямой; сепарабельное банахово пространство, множество Кантора; пространство Урысона.
Все замкнутые и открытые подмножества польского пространства — польское. Любое G-дельта-множество польского пространства — польское (теорема Александрова), притом верно и обратное — если подмножество польского пространства польское, то оно является G-дельта-множеством.
Прямое произведение польских пространств — польское.
Между любыми двумя несчётными польскими пространствами существует борелевская биекция, то есть биекция, которая переводит борелевские множества в борелевские. В частности, каждое несчётное польское пространство имеет мощность континуума.
Теорема Кантора — Бендиксона: любое замкнутое подмножество в польском пространстве представляется в виде дизъюнктного объединения совершенного подмножества, счётного и открытого подмножества.